# Sayaji Shinde
Sayaji Shinde – indyjski aktor, którego ojczystym językiem jest marathi, popularny w filmach Bollywoodu w języku hindi, Kollywoodu w tamilskim i Tollywoodu w telugu. 1 nagroda, 3 nominacje. Przełomowa rola (negatywna), za którą został nagrodzony w Shool w 1999 roku. Nominowany do nagrody za rolę (również negatywną) w Calcutta Mail.

## Filmografia
- 1 – Nenokkadine (2014)
- Bhai (2013)
- Jabardasth (2013)
- Chammak Challo (2013)
- The Businessman (2012)
- Shirdi Sai (2012)
- Yamudiki Mogudu (2012)
- Daruvu (2012)
- Trapped in Tradition: Rivaaz (2011)
- Seema Tapakai (2011)
- Dookudu (2011)
- Vedi (2011)
- Vastadu Naa Raju (2011)
- Varudu (2010)
- Kedi (2010)
- Rama Rama Krishna Krishna (2010)
- Don Seenu (2010)
- Adhurs (2010)
- The Whisperers (2009)
- Kick (2009)
- Arya 2 (2009)
- Vettaikaran (2009)
- Baanam (2009)
- Aadhavan (2009)
- Arundhati (2009)
- Bumper Offer (2009)
- Sarkar Raj (2008)
- Ek – The Power of One (2008)
- Wanted Dead and Alive (2008)
- Leelai (2007)
- Azhagiya Tamil Magan (2007)
- Shankar Dada Zindabad (2007)
- Boss - I Love You (2006)
- Chhal: The Game of Death (2006)
- Rockin’ Meera (2006)
- Deodhar Gandhi (2006)
- Jeet: Feel the Force (2006)
- The Whisperers (2006)
- Veerabhadra (2006)
- Wojownik (2006) – komisarz policji
- Sudesi (2006)
- Lakshmi (2006)
- Devadasu (2006)
- Andhrudu (2005)
- Super (2005)
- Poszukiwany (2005)
- Caahat Ek Nasha (2005)
- Jackpot (2005)
- Twinkle Twinkle Little Star (2005)
- Vaastu Shastra (2004)
- Gudumba Shankar (2004)
- Hanan (2004)
- Andhrawala (2004)
- Veede (2003)
- Tagore (2003)
- Market (2003)
- Parwana (2003)
- Calcutta Mail (2003) – Lakhan Yadav – nominacja do Nagrody Screen Weekly za Najlepszą Rolę Negatywną
- Pran Jaaye Par Shaan Na Jaaye (2003)
- Danav (2003)
- Dhool (2003)
- Karz (2002)
- Road (2002) – inspektor Singh
- Baba (2002)
- Lal Salaam (2002)
- Ansh (2002)
- Azhagi (2002)
- Durga (2002)
- Kaaboo (2002)
- Aamdani Atthanni Kharcha Rupaiya (2001)
- Avgat (2001)
- Daman: A Victim of Marital Violence (2001) – nominacja do Nagrody Screen Weekly za Najlepszą Rolę Negatywną
- Jodi No.1 (2001)
- lagi Shaarth (2001)
- Khiladi 420 (2000)
- Kurukshetra (2000) – nominacja do Nagrody Filmfare dla Najlepszego Aktora Drugoplanowego
- Bharathi (2000)
- Shool (1999) – Bachoo Yadav – Nagroda Screen Weekly za Najlepszą Rolę Negatywną
- Darmiyan (1997)
- Disha (1990)